# Nationaal park Podunajsko
Het Nationaal park Podunajsko (Slowaaks: Národný park Podunajsko) is een nationaal park in oprichting in Slowakije. Het toekomstige park van 180 vierkante kilometer ligt in een langgerekte strook langs de Donau en de Morava in Zuidwest-Slowakije, aan de grens met Hongarije en Oostenrijk. In 2024 verklaarde de minister van Milieu Tomáš Taraba (regering-Fico) dat het park voorlopig echter niet wordt opgericht.